# 四川伊斯蘭教

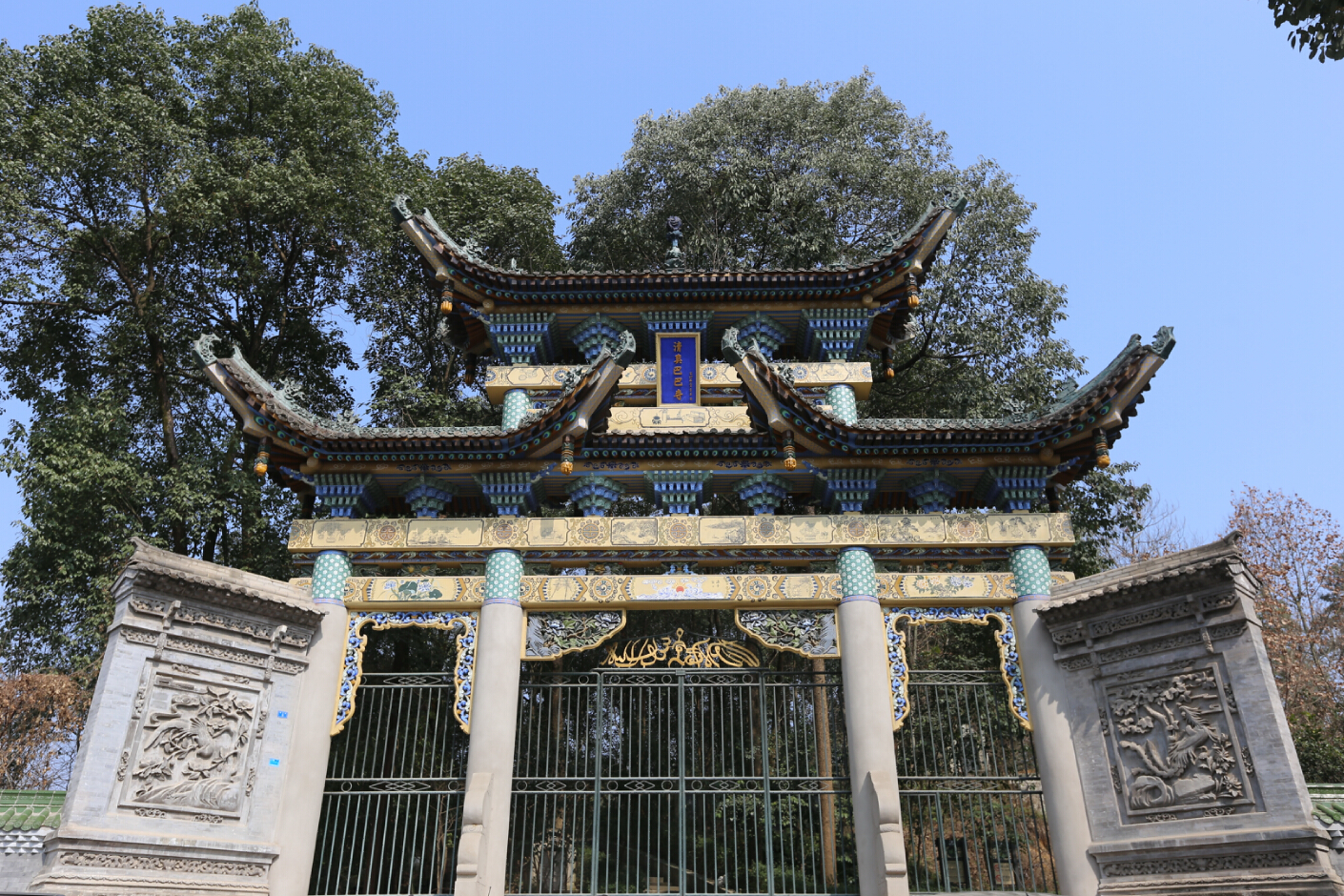
閬中巴巴寺，建於17世紀，穆罕默德第二十九代後裔阿卜董拉希之墓位於該寺。

四川省的伊斯蘭教可以追溯至公元10世紀，現今信徒大多是回族。2004年官辦中國伊斯蘭教協會的普查稱全省有穆斯林112,478人。四川省會成都市和川西南諾蘇人聚居的涼山州首府西昌市是回民最集中的地區，其歷史也很悠久。川西藏區阿壩州也有較多穆斯林，據1990年的報告全州有信徒23,288人，信徒最多的地區為茂縣、阿壩縣、小金縣、金川縣、松潘縣、九寨溝縣以及若爾蓋縣。

## 地理特點
臺灣國立政治大學宗教研究所教授蔡源林在《回民穆斯林社群的跨境網絡》一文中對四川地理位置與伊斯蘭回民之間的關係描述如下：「從歷史角度而言，四川一直被漢人視為邊疆省份，周圍是西北各省的穆斯林、青海及西藏境內的藏人、雲南及貴州境內的彞人和苗人等。從回民的角度來看，四川曾是西北、西南和東部各省的十字路口。此處漢人、回民以及其他原住民之間的共存關係和社會互動歷史悠久，造就了四川多元的文化和宗教景觀。」

## 歷史
伊斯蘭教在四川的歷史可以追溯至公元10世紀，不過規模很小。公元13世紀時，窩闊台統治下的蒙古帝國組成探馬赤軍，其中有很多是從中亞地區徵集的穆斯林士兵。伊斯蘭教在蒙古攻四川之戰期間及之後開始大規模傳入四川。
明朝時有大量來自甘肅、陝西、湖廣和江南地區的穆斯林進入四川。在籍穆斯林各地縣志均有記載。這期間也出現很多穆斯林族譜，以及紀念清眞寺落成的石碑銘文。比如《民國重修廣元縣志》記載說「伊斯蘭教於元明兩朝在廣元頗為興盛」。平武縣龍安清眞寺石碑載該寺修建於明朝初期。西昌沙鍋營馬氏族譜載該家族先祖馬綱於1392年領兵攻打駐建昌府的月魯帖木兒。《民國西昌縣志》載西昌最古老的清眞寺建於1369年。明中期，重慶渝中有一百多戶穆斯林家族，當地清眞寺由馬文升修建。終明一朝，成都、新都、灌縣是穆斯林人數最多的地區，各地也相應建有不少清眞寺。
1684年，蘇非派的華哲兼賽義德阿卜董拉希（Khwaja Sayyed Abdullāh）經甘肅、陝西二省至保寧府閬中縣傳教。閬中川北鎭總兵馬子雲尊其為師長，在子雲的安排下，阿卜董拉希在古城東門北側的鐵塔寺定居。阿卜董拉希是伊斯蘭先知穆罕默德的第二十九代後裔，他與馬子雲遊蟠龍山，見南麓處居蟠龍山龍脈之首，便卜陰宅於水池中。阿卜董拉希於1689年去世，他的弟子祁靜一和馬子雲在他生前占卜之處建造「拱北」墓亭，命名為「久照亭」，日後發展為現今的巴巴寺，成為蘇非派嘎德忍耶教門穆斯林的朝聖地。閬中也被部份中國穆斯林視為「東方麥加」。
穆斯林人數在清朝時達到巓峰。乾隆年間，在大、小金川土司被清軍鎭壓後（參見大小金川之役），很多穆斯林士兵留在當地定居。這段時期另有大量穆斯林從湖南省寶慶府移居四川，他們主要定居在川西和川南地區。1820至1850年間，蘇非派哲合忍耶教門經雲南省傳入位於川西南的冕寧縣和西昌縣，但該派後來在川北地區廣元縣更具影響力。1873年雲南回變被鎭壓後，大量穆斯林逃到四川躱避迫害。此外，甘肅、陝西兩地的穆斯林商人對伊斯蘭教在四川的傳播起到較大影響。成都一地至少就有三座清眞寺由這些商人所建。

## 教派
大部份四川穆斯林屬遜尼派格迪目分支，依赫瓦尼穆斯林則主要集中在廣元和江油。蘇非派教門哲合忍耶和嘎德忍耶流行於四川北部，其中前者的影響更大。四川是蘇非派信徒較多的省份，僅次於西北五省甘肅、寧夏、青海、新疆、陝西。

## 教育

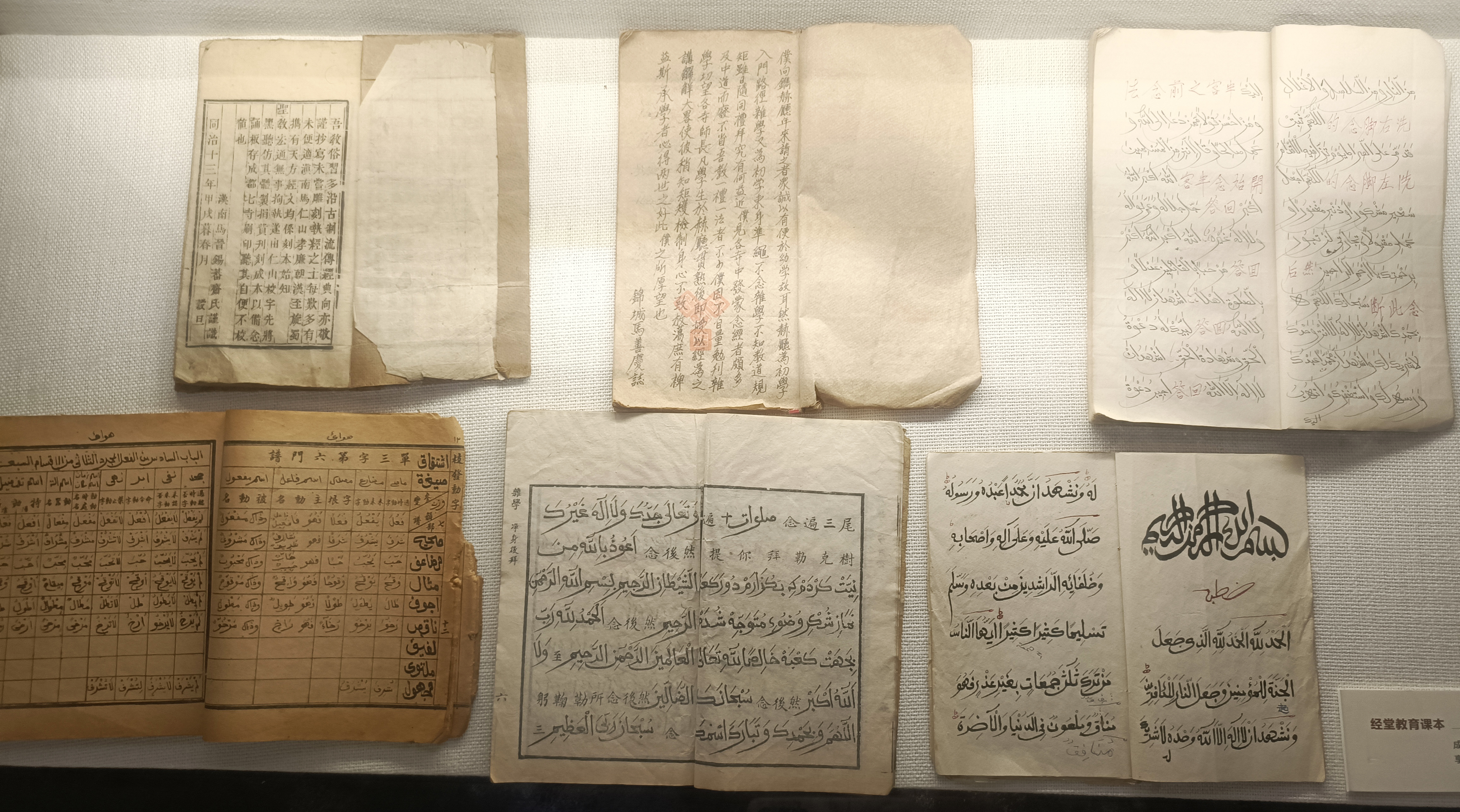
皇城清眞寺經堂教育課本

伊斯蘭經堂教育於清初出現在四川，成都皇城清眞寺剛落成就在寺內開設經堂教育。蘇德宣在發表於1934年回民穆斯林雜誌《月華旬刊》上的〈四川穆民概略〉一文中提到「成都一地，為教門淵藪，昔年阿洪，多由此地所學成，故為各地所仰望。」1902年開辦的成都回民小學是中國境內第一所新式穆斯林教育學校。重慶在1907年開設了新式穆斯林學校，之後在廣元縣和萬縣也陸續設立了新式學校。其中影響最大的是1928年開辦的萬縣伊斯蘭師範學校。

## 清眞寺圖集

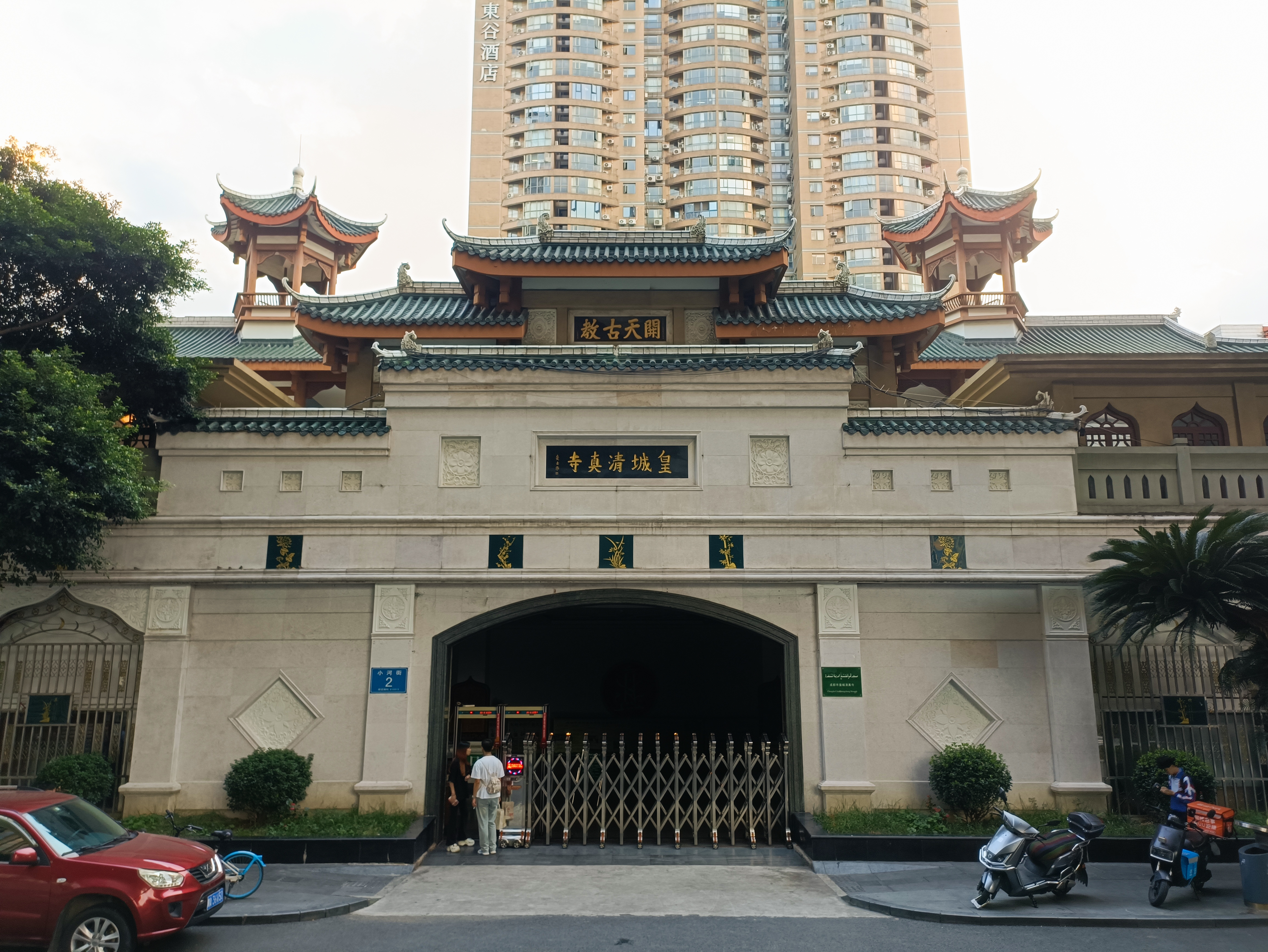
成都皇城清眞寺
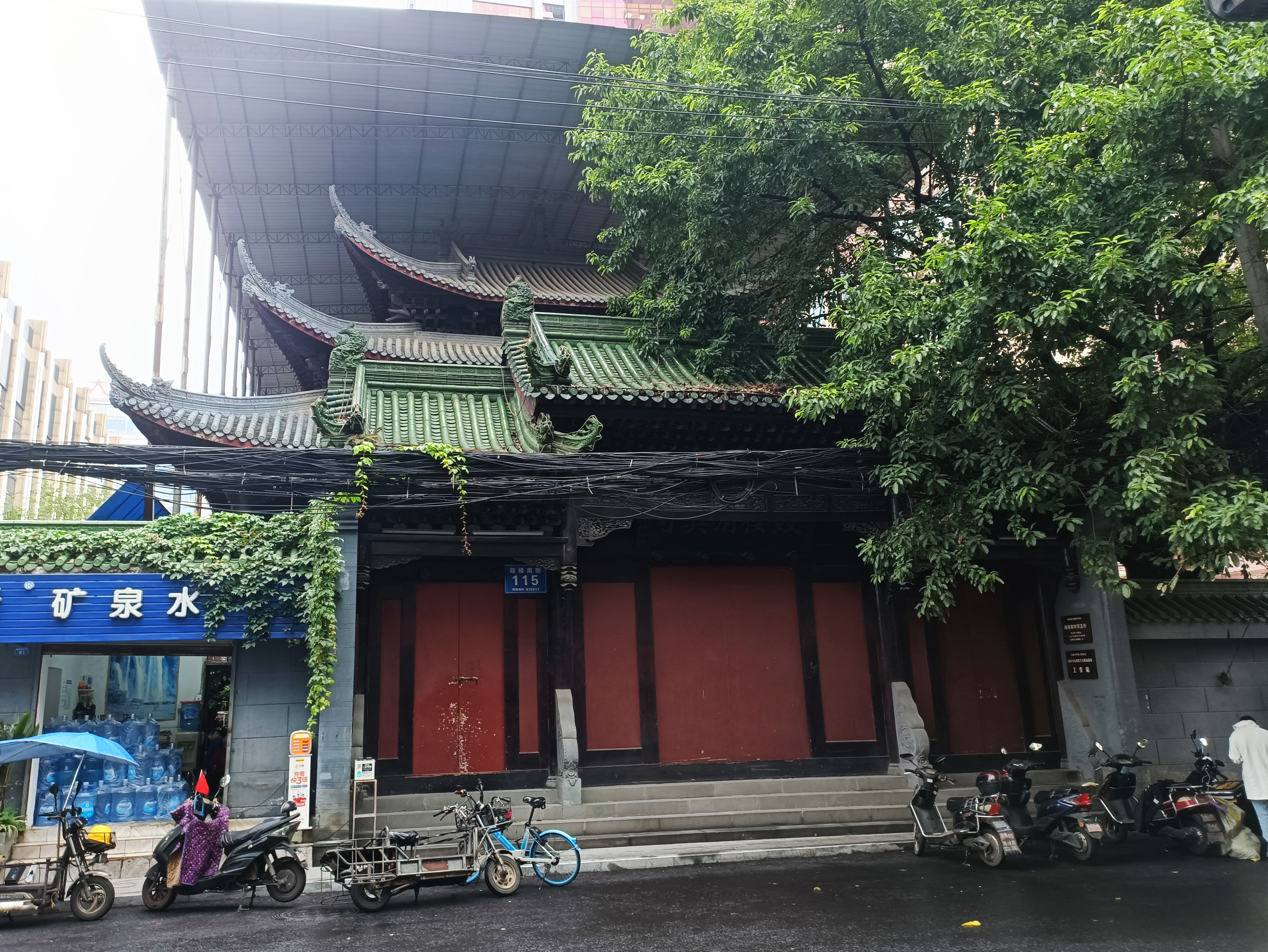
成都鼓樓南街清眞寺
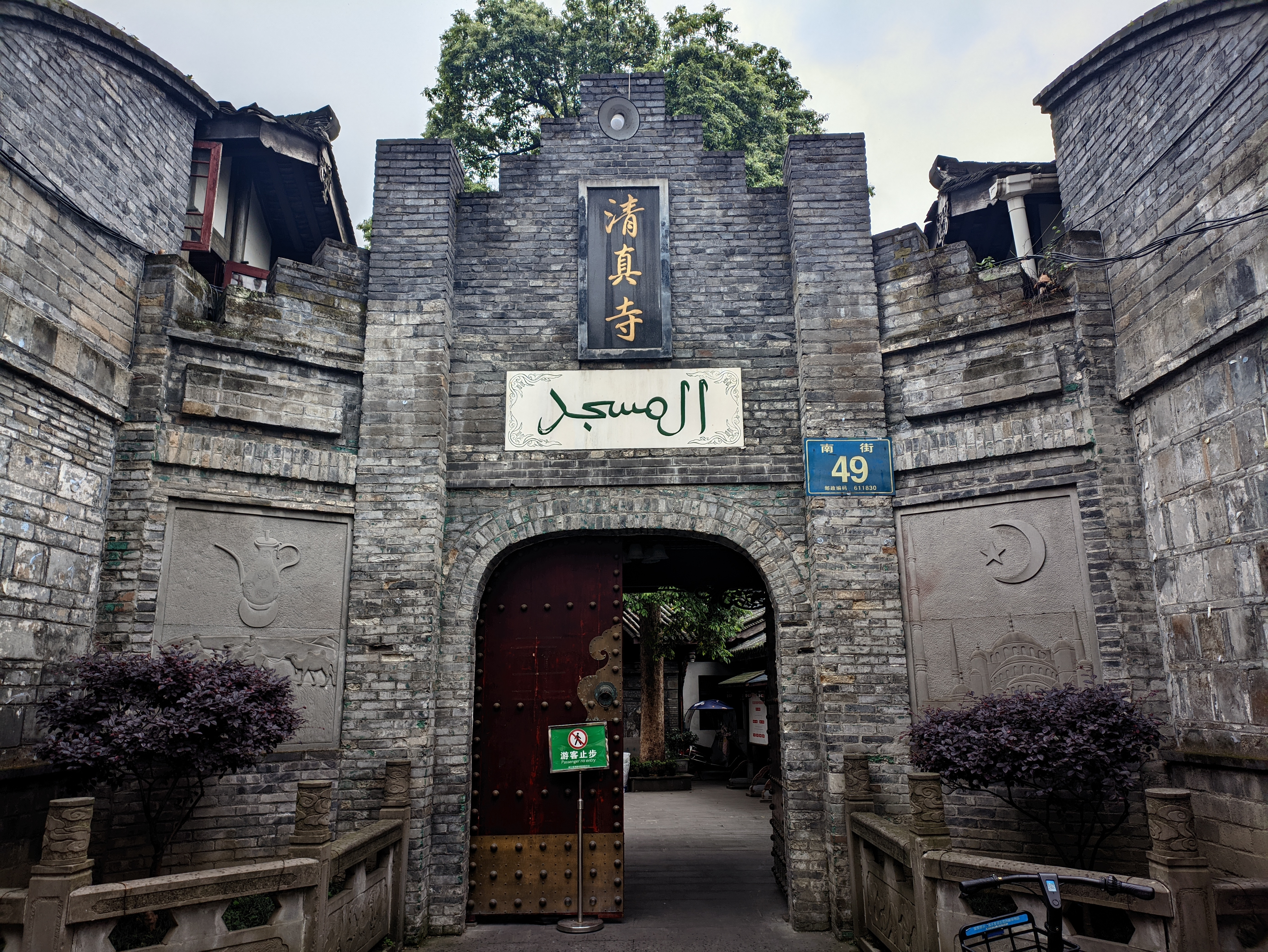
都江堰南街清眞寺
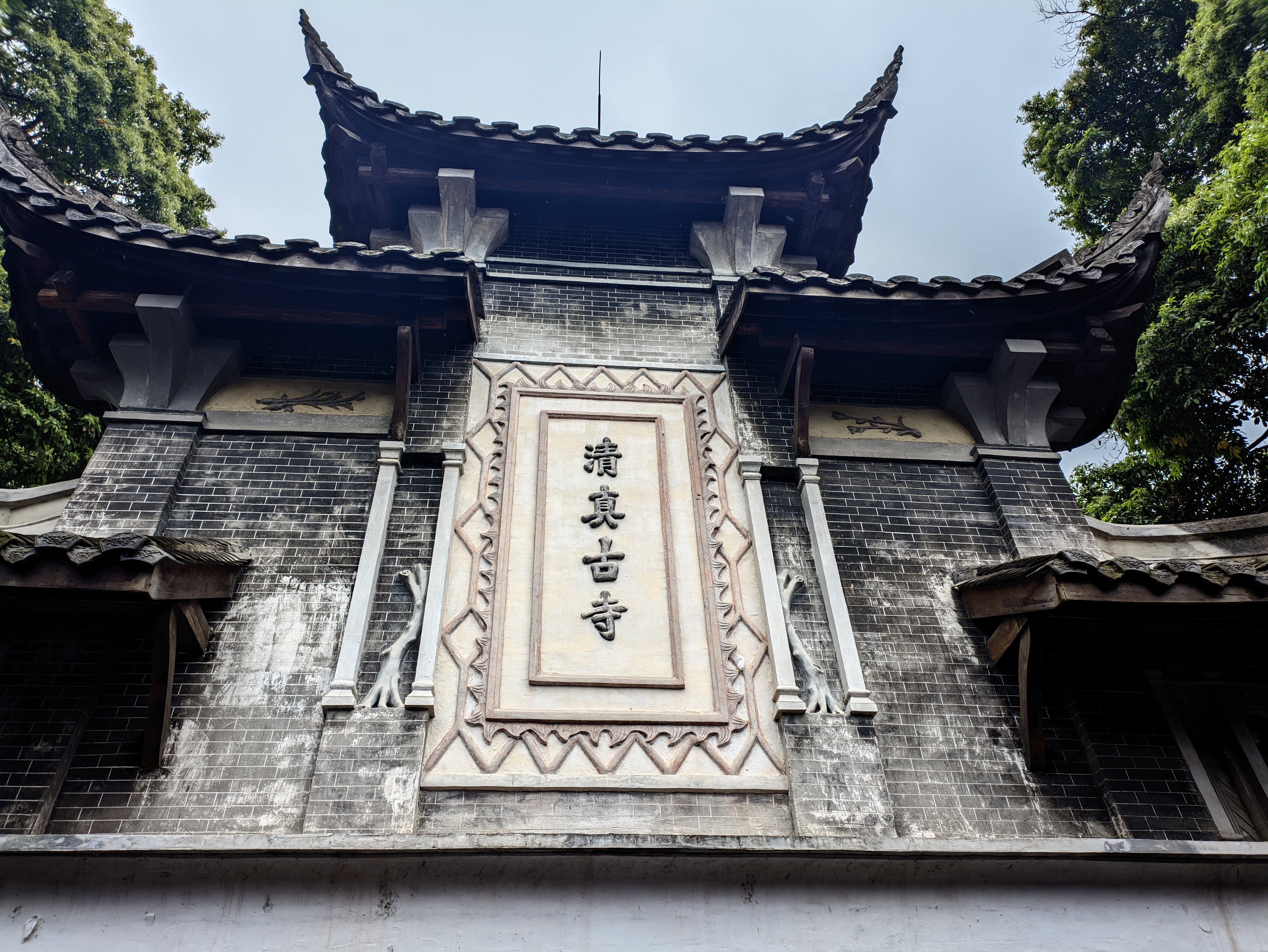
都江堰清眞寶瓶寺
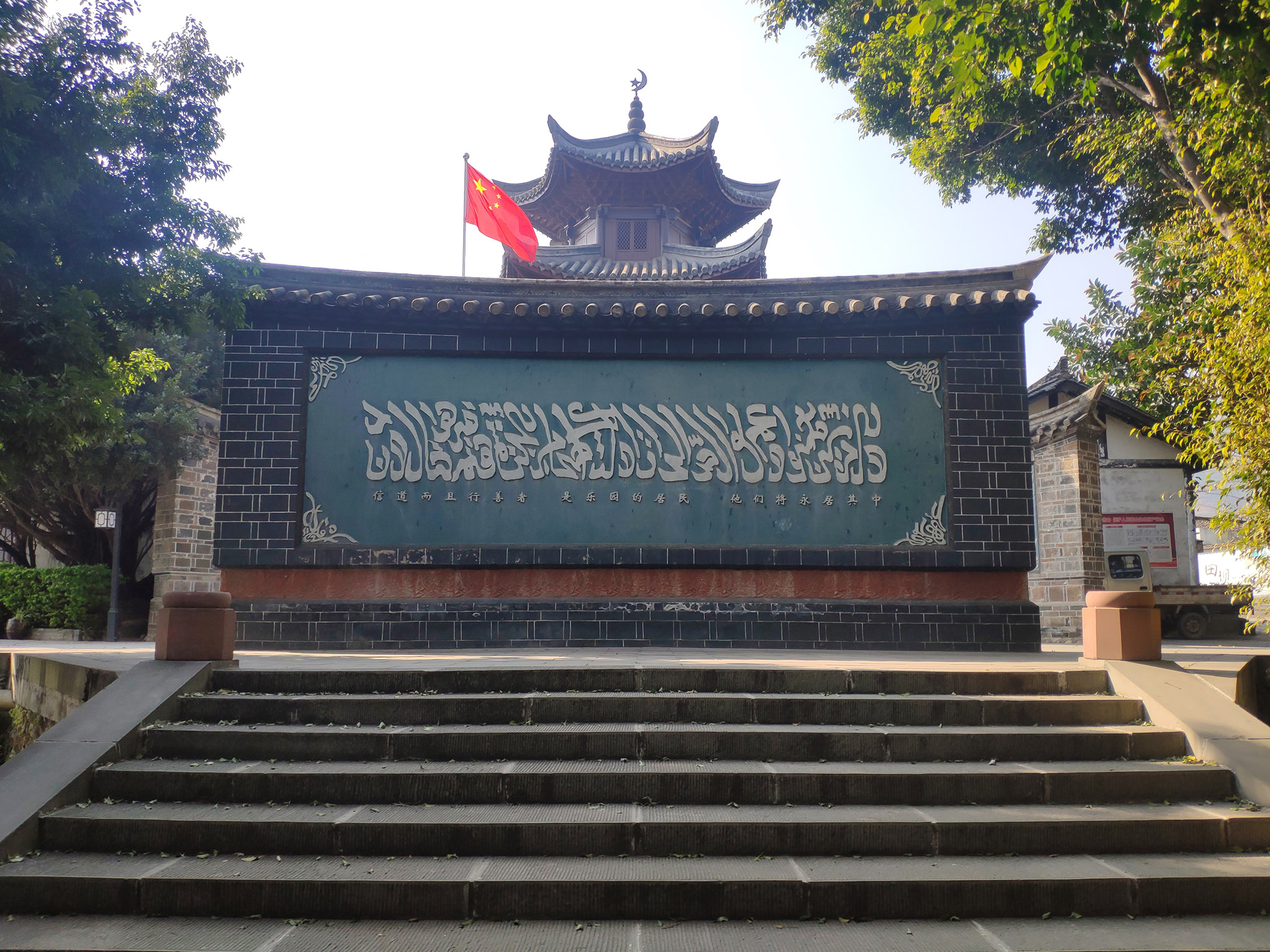
米易掛榜清眞寺
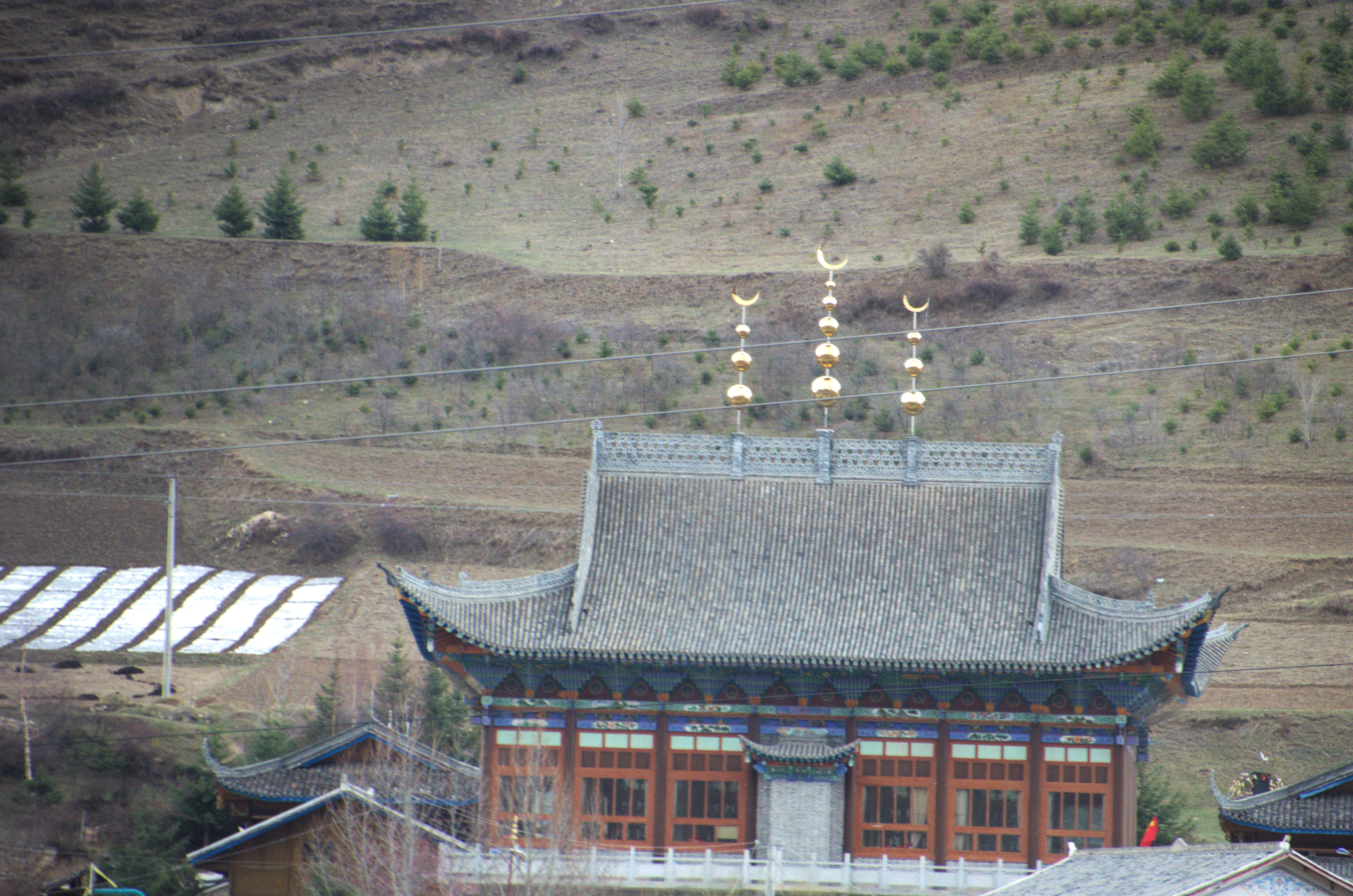
松潘佑所屯清眞寺
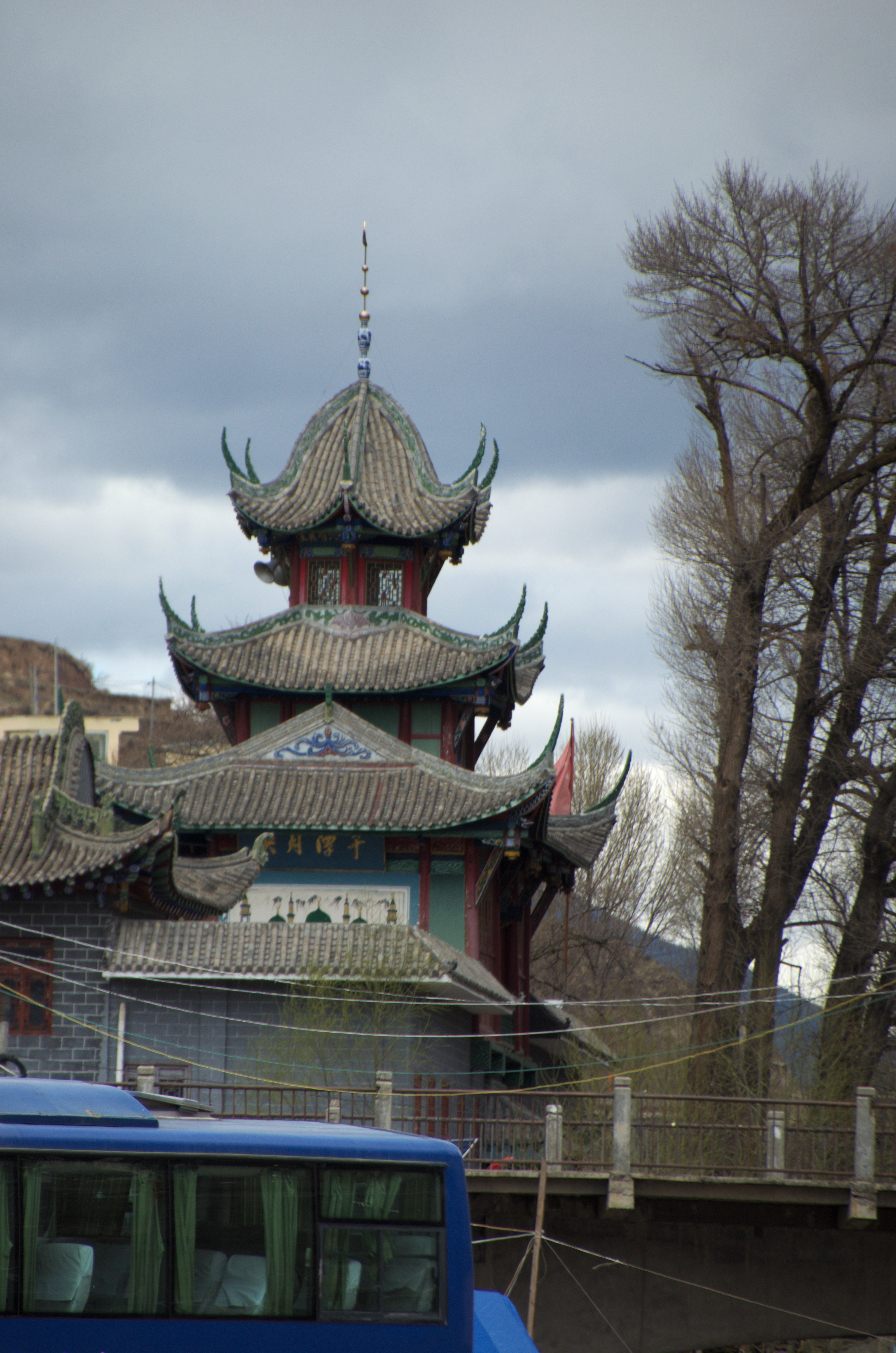
松潘清眞北寺